# 高嶋雄三郎
高嶋 雄三郎（たかしま ゆうざぶろう、1911年10月2日 - 1993年6月27日）は、医療研究家、文筆家。

## 生涯
東京市小石川区（現：東京都文京区）に東洋大学学長などを務めた高島米峰の三男として生まれる。東京府立第五中学校を経て、法政大学文学部国文科卒。東京宝塚劇場文芸部勤務、1939年中央公論社勤務、1949年学風書院を創設。健康雑誌『主治医』編集長、日本植物友の会参与、松葉を食べる会主宰。

## 著書
- 『崔承喜』学風書院 1959
- 『第三の漢方』学風書院 1961
- 『笹に憑かれて この神秘な薬効を持つ植物』学風書院 1963
- 『癌の百科事典』学風書院 1964
- 『竹の風土記』しなの出版 1967
- 『松 ものと人間の文化史』法政大学出版局 1975
- 『長寿の秘訣松葉健康法』講談社 1985

共編著
- 『世紀の美人舞踊家崔承喜』鄭炳浩共編著 エムティ出版 1994

## 注
1. ↑  『現代物故者事典1991～1993』（日外アソシエーツ、1994年）p.345
2. ↑  『松』著者紹介